# Drapetis angustifacies
Drapetis angustifacies är en tvåvingeart som beskrevs av Raffone 1994. Drapetis angustifacies ingår i släktet Drapetis och familjen puckeldansflugor.
Artens utbredningsområde är Sierra Leone. Inga underarter finns listade i Catalogue of Life.